# 다나바타 호우
다나바타 호우(일본어: 七夕豪雨 たなばたごうう[*])는 1974년 7월 7일에 일본 시즈오카현 시즈오카시 부근(당시의 시미즈시를 포함)에서 발생한 집중호우이다. 7일 오전 9시부터 8일 오전 9시까지, 24시간 동안 시즈오카시의 강우량은 508밀리리터를 기록했다. 이는 시즈오카 지방 기상대 관측 사상 최고 기록이 되었다. 다나바타는 칠석을 뜻하는 일본어로, 일본에서는 양력 7월 7일에 해당한다. 이 호우로 인하여 시즈오카시를 흐르는 아베강, 도모에강이 대범람하고 산사태 등을 불러왔다. 희생자 27명, 가옥 32호가 붕괴되고 고도 침수 11,981호, 저도 침수 14,143호 등의 피해가 발생한 대규모 재해가 발생하였다. 또한 시즈오카 철도 시미즈 시내선과 아사마야마 리프트 등이 폐지되었다.

## 참고 자료
- 七夕豪雨 (PDF)